# Villarrica (vulkaan)
De Villarrica (letterlijk: plaats van de welvaart) is een met sneeuw bedekte stratovulkaan gelegen in de Andes, in Zuid-Chili.
Het is een van de meest actieve vulkanen van Chili die hoog uitsteekt hoog boven het gelijknamige meer en dorp. De vulkaan staat ook wel bekend onder de naam Rucapillán, wat huis van de geest betekent in het Mapudungun.
De Villarrica is een van de weinige vulkanen ter wereld met een lavameer in de krater. Verder heeft de vulkaan 25 slakkenkegels, en vulkanische grotten. De vulkaan is, samen met Quetrupillán en het Chileense deel Lanín, beschermd door het nationaal park Villarrica.
De vulkaan is zeer vaak actief met kleine erupties, trillingen, het uitstoten van gas- en aswolken en bewegingen in het lavameer.
De laatste activiteit dateert van 26 september 2018.
Vanuit de nabijgelegen stad Pucón worden weleens trektochten naar de krater georganiseerd, behalve tijdens periodes van seismische activiteit. Ook zijn helikoptervluchten mogelijk.

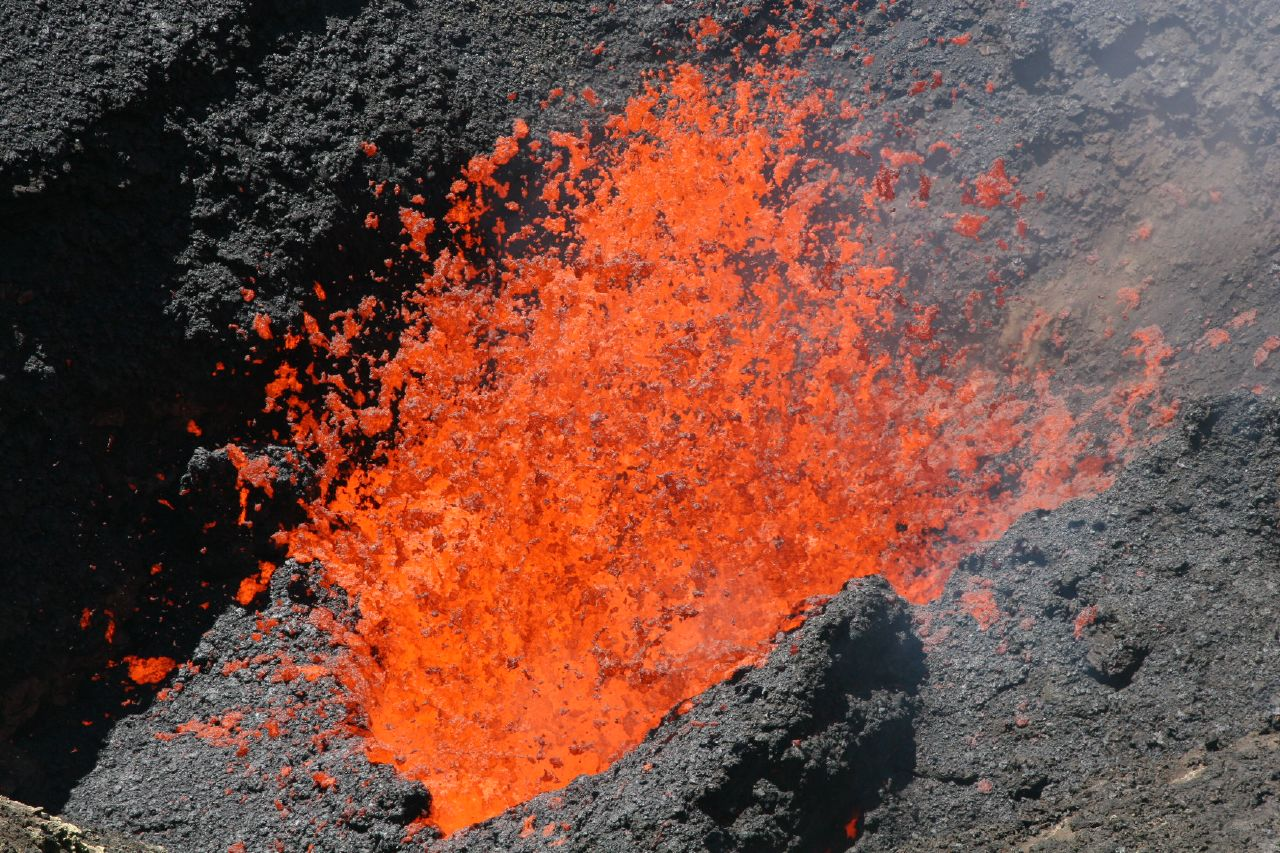
Lavafontein in de krater van de Villarrica